# Овен (созвездие)
О́вен (лат. Aries) — зодиакальное созвездие. Три главные звезды — Хамаль («голова барана»), Шератан («след» или «знак») и Мезартим (соответственно α, β, и γ Овна) легко найти: они лежат к югу от Треугольника. Звезда четвёртой величины Мезартим стала одной из первых двойных звёзд, открытых при помощи телескопа (Робертом Гуком в 1664 году).

## Наблюдение

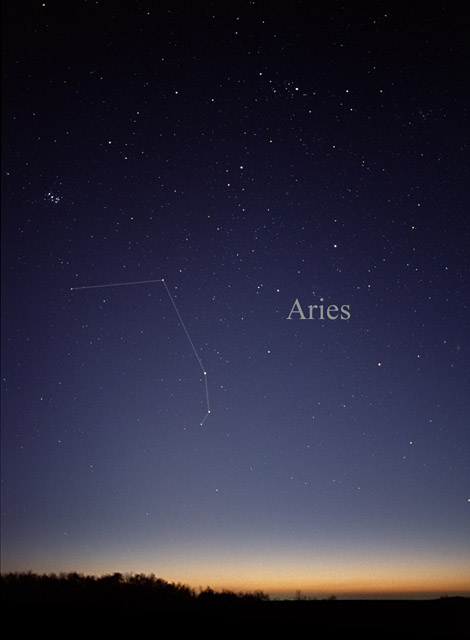
Созвездие при наблюдении невооружённым глазом

Как правило, Солнце находится в созвездии с 19 апреля по 13 мая. Наилучшие условия для наблюдений — осенью. Видно на всей территории России.

## История
Шумеры называли Овен «созвездием барана», а китайцы — «белым тигром на востоке».
В древнегреческой мифологии созвездие Овен — катастеризм летающего барана Крия, который был послан богиней облаков Нефелой для спасения её детей Фрикса и Геллы. Овен перенёс их через пролив Дарданеллы в Колхиду, где был принесён в жертву Фриксом, а его руно стало знаменитым артефактом, за которым впоследствии охотились аргонавты.
Считается, что название «Овен» предложено Клеостратом Тенедосским. Созвездие включено в каталог звёздного неба Клавдия Птолемея «Альмагест».
Вавилонские астрологи называли созвездие Овна «Наёмный работник».
Астрономический знак созвездия (♈) используется для обозначения точки весеннего равноденствия, находившейся в Овне 2000 лет тому назад, когда в Древней Греции складывалась астрономическая терминология.
В 1603 году звёздам в Овне были выданы обозначения Байера, они были обозначены буквами от α до τ.
На территории этого созвездия распологалость отмененное созвездие Северная Муха, предложенное астрономом Планциусом в 1612 году и подписанное как Apes (Пчела). Его самая яркая звезда - 41 Овна.
В атласе Юлиуса Шиллера «христианское звёздное небо» Овен был назван «апостол Пётр».
В 1712 году звёзды получили также обозначения Флемстида и были обозначены цифрами от 1 до 66. При делении неба на созвездия также на территории Овна оказалась 3 звезды созвездия Кита (54, 85, 88) и 1 (16) - Треугольника.
Созвездие было признано МАС на первом съезде в Риме. А в 2006 году в Овне произошел наиболее длинный гамма-всплеск GRB 060218.

## Примечательные объекты

### Звёзды
- Хамаль (α Овна) — оранжевый гигант спектрального класса K2
- Шератан (β Овна) — двойная звезда, видна между Альфой и Гаммой Овна
- Мезартим (γ Овна) — тройная звёздная система
- Ботейн (δ Овна) — ещё один оранжевый гигант
- λ Овна — оптически-двойная звезда
- 53 Овна - убегающая звезда, выброшенная из Облака Ориона 4-5 миллионов лет назад
- Бхарани (41 Овна) - звезда главной последовательности спектрального класса B8
- ζ Овна - звезда главной последовательность спектрального класса A1
- TZ Овна - красный карлик, одна из ближайших к нам звёзд
- Звезда Тигардена — тусклейшая звезда из известных
- 10 Овна - двойная звёздная система, состоящая из двух бело-желтых субгигантов

### Объекты глубокого космоса
- NGC 772 — спиральная галактика в 130 миллионах световых лет от Земли
- NGC 770 — слабая галактика-спутник NGG 772
- NGC 673 — ещё одна спиральная галактика в Овне
- Пара галактик NGC 678 и NGC 680
- NGC 873 — ярчайший член группы, состоящей из 8 галактик
- Галактика NGC 1109
- PSO J030947.49+271757.31 - наиболее далёкий из известных науке блазаров
- NGC 900 - линзообразная галактика, находящаяся рядом с NGC 901

### Астеризмы
41, 39, 35 Овна — астеризм, бывшее созвездие Северная Муха

### Метеорные потоки
- Дневные Ариетиды - с 22 мая по 2 июля
- Дельта-Ариетиды - с 8 декабря по 14 января
- Осенние Ариетиды - с 7 сентября по 27 октября
- Сигма-Ариетиды - с 12 по 19 октября